# پایگاه نیروی هوایی پورتو ولهو
پایگاه نیروی هوایی پورتو ولهو (به انگلیسی: Porto Velho Air Force Base) (به زبان بومی: Base Aérea de Porto Velho) یک فرودگاه نظامی: پایگاه نیروی هوایی با کد یاتا PVH است که یک باند فرود آسفالت دارد و طول باند آن ۲۴۱۶ متر است. این فرودگاه در کشور برزیل قرار دارد و در ارتفاع ۸۸ متری از سطح دریا واقع شده است.